# Distrito de Sri Ganganagar
Sri Ganganagar (en hindi: ज़िला श्रीगंगानगर) es un distrito de la India en el estado de Rajastán.
Comprende una superficie de 7984 km².
El centro administrativo es la ciudad de Ganganagar.

## Demografía
Según el censo de 2011 contaba con una población total de 1 969 520 habitantes, de los cuales 925 790 eran mujeres y 1 043 730 varones.